# Timo Heinonen
Timo Petteri Heinonen (Vantaa, 26 novembre 1981) è un cestista finlandese.

## Palmarès
- Campionato finlandese: 1

Helsinki Seagulls: 2022-2023
- Coppa di Finlandia: 4

Helsinki Seagulls: 2020, 2021, 2022, 2024